# Fabrizio Paolucci
Pour les articles homonymes, voir Paolucci.
Fabrizio Paolucci, né à Forlì le 2 avril 1651 et mort à Rome le 12 juin 1726, est un cardinal italien de l'Église catholique de la seconde moitié du XVIIe et du début du XVIIIe siècle, nommé par le pape Innocent XII.

## Biographie
Fabrizio Paolucci vient à Rome à l'âge de huit pour être éduqué par son grand-oncle le cardinal Francesco Paolucci. Il est nommé évêque de Macerata e Tolentino en 1685, puis nonce apostolique à Cologne en 1696.
Le pape Innocent XII crée Fabrizio Paolucci cardinal in pectore lors du consistoire du 22 juillet 1697 et le publie dans le consistoire du 19 décembre 1698. Il est nommé archevêque (à titre personnel) de Ferrare. Il devient secrétaire d'État en 1700 pendant le pontificat de Clément XI. En 1709, il prend aussi la charge de Grand pénitencier. De janvier 1706 à février 1707, il est camerlingue du Sacré Collège.
À la mort de Clément XI en 1721, il est le candidat favori pour la succession mais il est trop favorable aux positions françaises et l'empereur Charles VI de Habsbourg use de son droit de veto pour empêcher son élection. Le conclave se conclut donc par l'élection d'un cardinal qui n'était pas compromis, Michelangelo Conti, qui prend le nom d'Innocent XIII. Il est nommé vicaire général de Rome et préfet de la Congrégation pour les évêques.
Après la mort d'Innocent XIII, en 1724, Paolucci est de nouveau un des candidats favoris au trône pontifical ; mais encore une fois il n'est pas élu en raison du veto impérial ; cependant l'élection de Benoît XIII lui rend ses fonctions de Secrétaire d'État qu'il conserve jusqu'à sa mort. En 1725, il devient secrétaire de la Congrégation de l'Inquisition et doyen du Collège des cardinaux.
Il meurt le 12 juin 1726 à l'âge de 75 ans.

## Succession apostolique
Fabrizio Paolucci a ordonné les évêques suivants :
- Évêque Cesare Sperelli (en) (1698)
- Évêque Jan Paweł Gomoliński (pl) (1700)
- Cardinal Niccolò Caracciolo (1700)
- Cardinal Antonio Felice Zondadari (1701)
- Cardinal Giuseppe Vallemani (1701)
- Évêque Pietro Corbelli (1701)
- Évêque Ortensio Visconti (it) (1702)
- Cardinal Vincenzo Bichi (1702)
- Archevêque Antonio Maria Brancaccio, C.R. (1703)
- Cardinal Antonio Francesco Sanvitale (1703)
- Archevêque José Gasch (it), O.M. (1703)
- Archevêque Francesco Maurizio Gonteri (1705)
- Archevêque Francesco Giuseppe Arborio di Gattinara (it), B. (1706)
- Cardinal Ferdinando Nuzzi (1706)
- Cardinal Lodovico Pico della Mirandola (1706)
- Archevêque Giovanni Battista Anguisciola (it) (1706)
- Évêque Callisto Lodigeri, O.S.M. (1707)
- Archevêque Fabio Mancinforte (1707)
- Cardinal Pier Marcellino Corradini (1707)
- Cardinal Alessandro Aldobrandini (1707)
- Évêque Antonio San Felice (1707)
- Évêque Carlo Palma (it) (1709)
- Archevêque Giacomo Caracciolo (it) (1710)
- Évêque Fortunato Morosini (it), O.S.B. (1710)
- Évêque Alfonso De' Bellincini (1710)
- Archevêque Alessandro Bonaventura (es) (1711)
- Cardinal Giorgio Spinola (1711)
- Évêque Camillo Marazzani (1711)
- Archevêque Bernardino Guinigi (it) (1711)
- Cardinal Prospero Marefoschi (1711)
- Évêque Franz Karl von Kaunitz-Rietberg (de) (1711)
- Cardinal Benedetto Erba-Odescalchi (1711)
- Cardinal Sinibaldo Doria (1711)
- Cardinal Cornelio Bentivoglio (1712)
- Évêque Antonio Vaira (it) (1712)
- Évêque Giorgio Cattaneo (it) (1712)
- Archevêque Fabrizio Aurelio de Agostini (1712)
- Cardinal Vincenzo Petra (1712)
- Évêque Simone Marco Palmerini (1713)
- Évêque Biagio de Dura (1713)
- Archevêque Giovanni Battista Stella (it) (1713)
- Évêque Nicola Spinelli (1713)
- Archevêque Giovanni Battista Conventati, C.O. (1714)
- Évêque Agostino Nicola degl'Abbati Olivieri, O.E.S.A. (1714)
- Cardinal Giandomenico Paracciani (1714)
- Archevêque Gaspar Fuster, C.O. (1714)
- Évêque Tommaso Torelli (1714)
- Évêque Niccolò Tolomei (1715)
- Évêque Antonio Gagliani, O.F.M.Conv. (1715)
- Cardinal Daniele Dolfin (1715)
- Évêque Colombino Bassi (it), O.S.B. (1715)
- Évêque Rogerius Giacobetti (1715)
- Archevêque Tomás José Ruiz Montes (es) (1716)
- Évêque Giovanni Soffietti (it), C.R.M. (1716)
- Évêque Lodovico Maria Pandolfini (1716)
- Évêque Jean Vidovich (1716)
- Archevêque Simone Gritti (1716)
- Cardinal Pompeio Aldrovandi (1716)
- Archevêque Giovanni Cristoforo Battelli (it) (1716)
- Patriarche Tommaso Cervini (1716)
- Archevêque Alfonso Mariconda (it), O.S.B. (1717)
- Évêque Gregorio Lauri (1717)
- Archevêque Giuseppe Maria Positano (it), O.P. (1717)
- Patriarche Giuseppe Antonio Davanzati (it) (1717)
- Archevêque Salvatore Miroballo (1717)
- Évêque Pietro Giacomo Pichi (1718)
- Évêque Gennaro Mattei, O.M. (1718)
- Évêque Gabriele de Marchis (1718)
- Évêque Giovanni Michele Teroni, B. (1718)
- Évêque Gioacchino Maria Oldi, O.Carm. (1718)
- Évêque Niccolò di Domenico (1718)
- Évêque Hyacinth Petit (de), O.Carm. (1718)
- Cardinal Camillo Cybo (1718)
- Évêque Giacinto Zanobetti, O.P. (1718)
- Évêque Muzio de' Vecchi (it) (1719)
- Patriarche Carlo Ambrogio Mezzabarba (it) (1719)
- Évêque Domenico Angeletti (1719)
- Patriarche Girolamo Crispi (it) (1721)
- Cardinal Francesco Barberini (1721)
- Cardinal Domenico Silvio Passionei (1721)
- Évêque Bernard Dominik Leoni (hr) (1722)
- Archevêque Muzio Gaeta (en) (1723)
- Évêque Luigi Maria de Dura, O.P. (1723)
- Cardinal Camillo Paolucci (1724)
- Évêque Nicola Michele Abati (1724)
- Évêque Jacopo Maria Erizzo, O.P. (1724)
- Évêque Giovanni Battista Orsi, C.O. (1725)
- Évêque Girolamo Lucini (1725)